# Ipséité
Pour le concept philosophique, voir la définition disponible sur le Wiktionnaire.
Pour la chanson, voir Ipséité (chanson).
Albums de Damso
Batterie faible
(2016) Lithopédion
(2018)
Singles
1. Nwaar is the New Black
Sortie : 26 avril 2017
2. J Respect R
Sortie : 28 avril 2017
3. Macarena
Sortie : 19 mai 2017
4. Mosaïque Solitaire
Sortie : 16 mars 2018

Ipséité est le deuxième album studio du rappeur belge Damso sorti le 28 avril 2017 sous les labels 92i, Capitol et Universal.

## Composition
« Ipséité » est un terme popularisé par la phénoménologie signifiant « identité propre » ; ce qui fait qu'une personne est unique et absolument distincte d'une autre.
L'album ne comprend qu'une seule collaboration, avec Youri Botterman, sur le titre Peur d'être père.
L'album ayant 14 lettres grecques sur les 25 existantes, ces 10 dernières seront alors ajoutées à la réédition de QALF intitulée QALF infinity, sortant d'ailleurs 4 ans jour pour jour après Ipséité, marquant ainsi la symbolique de l'alphabet grec utilisée par Damso,,.

## Promotion
En début avril 2017, moins d'un mois avant sa sortie, Damso annonce la sortie de son second album Ipséité pour le 28 avril 2017, et dévoile par la même occasion la liste des titres. L'album fuite sur Internet peu avant sa sortie. Il débute la promotion du projet la veille de sa sortie, le 27 avril, en dévoilant le premier clip intitulé J Respect R. Dès le lendemain, le jour de la sortie de l'album, il dévoile le second clip intitulé Nwaar is the New Black. Le 6 juillet, un mois après sa sortie et après le succès du single Macarena, il dévoile le clip, le troisième de l'album.
Enfin, près d'un an après sa sortie, le 16 mars 2018, Damso publie le clip de Mosaïque solitaire.

## Liste des pistes
| 1.    | Α. Nwaar is the New Black                   | Ikaz Boi                   | 2:03 |
| 2.    | B. #QuedusaalVie                            | Lens Dupuy                 | 4:04 |
| 3.    | Γ. Mosaïque solitaire                       | Pirates 8293, Double X     | 5:05 |
| 4.    | Δ. Dieu ne ment jamais                      | DSK On The Beat            | 3:19 |
| 5.    | Ε. Signaler                                 | Double X                   | 3:21 |
| 6.    | Ζ. Kietu                                    | TommyOnTheTrack            | 3:52 |
| 7.    | Η. Gova                                     | TommyOnTheTrack            | 3:17 |
| 8.    | Θ. Macarena                                 | Double X                   | 3:26 |
| 9.    | Ι. Peur d'être père (feat. Youri Botterman) | Youri Botterman            | 3:24 |
| 10.   | Κ. Kin la belle                             | DSK On The Beat            | 3:20 |
| 11.   | Λ. Lové                                     | Wantigga                   | 3:29 |
| 12.   | Μ. Noob Saibot                              | TommyOnTheTrack, Shakir187 | 3:22 |
| 13.   | N. J Respect R                              | BBP                        | 3:37 |
| 14.   | Ξ. Une âme pour deux                        | Jowell, Nk.F               | 3:59 |
| 49:38 |                                             |                            |      |

## Clips vidéo
- N. J Respect R : 27 avril 2017[6]
- A. Nwaar Is The New Black : 28 avril 2017[7]
- Θ. Macarena : 6 juillet 2017[8]
- Γ. Mosaïque solitaire : 16 mars 2018

## Titres certifiés

### France
Tous les morceaux de l'album sont certifiés.
- A. Nwaar is the New Black  Diamant[9]
- B. #QuedusaalVie  Diamant[10]
- Γ. Mosaïque solitaire  Diamant[11]
- Δ. Dieu ne ment jamais  Diamant[12]
- E.Signaler  Diamant[13]
- Ζ. Kietu  Diamant[14]
- Η. Gova  Platine[15]
- Θ. Macarena  Diamant[16]
- Ι. Peur d'être père (feat. Youri)  Or[17]
- Κ. Kin la belle  Diamant[18]
- Λ. Lové  Diamant[19]
- Μ. Noob Saibot  Or[20]
- N. J Respect R  Diamant[21]
- Ξ. Une âme pour deux  Or[22]

### Belgique
- Θ. Macarena  3 × Platine[23]

## Accueil
Sorti un an après son premier album Batterie faible qui lui a permis de se faire un nom sur la scène du rap, Ipséité connaît un succès beaucoup plus important en France et en Belgique, permettant à Damso de devenir l'un des rappeurs francophones les plus prometteurs de sa génération.

### Accueil commercial
Durant sa première semaine d'exploitation, Ipséité réalise un très bon démarrage, s'étant écoulé à 43 116 exemplaires, et se classe donc à la première place des ventes en France. Cette performance est principalement due au streaming : en effet, durant cette première semaine, l'album a compté plus de 31 millions d'écoutes, ce qui est équivalent à 29 904 ventes en streaming. Il établit par la même occasion le record d'écoutes sur la plateforme Spotify. Mis à part le streaming, l'album a comptabilisé 6 983 ventes numériques et 6 229 ventes physiques durant cette première semaine.
En France, Ipséité enchaîne rapidement les certifications : moins de deux semaines après sa sortie, l'album est certifié disque d'or, comptant plus de 50 000 exemplaires écoulés. Puis, moins d'un mois après sa sortie, il obtient un disque de platine avec plus de 100 000 exemplaires vendus. Mi-juillet, l'album obtient un double disque de platine, comptabilisant 200 000 exemplaires vendus en trois mois d'exploitation. Puis, en début octobre, il atteint les 300 000 exemplaires vendus, et devient triple disque de platine. Fin août 2018, l'album devient disque de diamant avec plus de 500 000 ventes.
En Belgique, l'album est certifié disque d'or quatre mois après sa sortie, comptant plus de 10 000 exemplaires vendus, puis disque de platine.
En Suisse, l'album se vend à plus de 10 000 exemplaires et est ainsi certifié disque d'or en janvier 2018.
Les morceaux  sont tous au moins certifiés single d'or en France. Les morceaux Α. Nwaar is the New Black, Ν. J Respect R, Γ. Mosaïque Solitaire, Θ. Macarena, Ε.Signaler, B. #QuedusaalVie, Κ. Kin la belle, Λ. Lové et Z. Kietu sont certifiés singles de diamant.

## Classements et certifications

### Classements hebdomadaires
| Classement                   | Meilleure position |
| ---------------------------- | ------------------ |
| Belgique (Flandre Ultratop)  | 73                 |
| Belgique (Wallonie Ultratop) | 1                  |
| France (SNEP Megafusion)     | 1                  |
| Suisse (Schweizer Hitparade) | 5                  |
| Suisse (Charts Romandie)     | 2                  |

### Classements annuels
| Classement (2017)            | Position |
| ---------------------------- | -------- |
| France (SNEP)                | 5        |
| Belgique (Wallonie Ultratop) | 10       |
| Classement (2018)            | Position |
| France (SNEP)                | 27       |
| Belgique (Wallonie Ultratop) | 20       |
| Classement (2019)            | Position |
| Belgique (Wallonie Ultratop) | 41       |
| Classement (2020)            | Position |
| Belgique (Wallonie Ultratop) | 26       |
| Classement (2021)            | Position |
| Belgique (Wallonie Ultratop) | 22       |
| Classement (2022)            | Position |
| Belgique (Wallonie Ultratop) | 6        |

### Certifications et ventes
| Région | Certification | Ventes/Streams |
| --- | ------------- | -------------- |
| France (SNEP) | 2 × Diamant   | 1 000 000      |
| Belgique (BEA) | 3 × Platine   | 60 000         |
| Suisse (IFPI) | Or            | 10 000‡        |
| *Ventes selon la certification ^Mise en rayon selon la certification xNon précisé par la certification ‡ventes/streaming selon la certification |               |                |